# Hans-Ulrich Weidemann
Hans-Ulrich Weidemann (* 23. Februar 1969 in Waiblingen) ist ein deutscher Theologe.

## Leben
Seit 1999 war er wissenschaftlicher Assistent am Lehrstuhl für Neues Testament an der Katholisch-Theologischen Fakultät der Universität Tübingen. Nach der Promotion 2003 und der Habilitation 2008 (Tübingen) lehrt er seit 2008 als Professor für Neues Testament am Institut für Katholische Theologie an der Philosophischen Fakultät der Universität Siegen.
2004 erhielt er den Hanns-Lilje-Preis  für seine Arbeit Der Tod Jesu im Johannesevangelium.